# 뮈리엘 로뱅
뮈리엘 로뱅(프랑스어: Muriel Robin, 1955년 8월 2일 ~ )는 프랑스의 배우, 코미디언이다.

## 출연 작품
- 소피스 미스포춘 (2016)
- 인그리드&롤라 보물을 둘러싼 비밀 (2014)
- 인그리드&롤라 추리게임 (2012)
- 헐리우 (2011)
- 산띠아고... 우리들의 메카로 가는 길 (2005)